# Финикс-Сити
Финикс-Сити (англ. Phenix City) — город в округах Ли и Расселл в американском штате Алабама, административный центр округа Расселл. По данным переписи 2020 года, население города составляло 38 816 человек.
Финикс-Сити расположен непосредственно к западу через реку Чаттахучи от Колумбуса (штат Джорджия) и де-факто живёт по восточному времени (в отличие от остальной части Алабамы, которая живёт по центральному времени) из-за прочных экономических связей города с Колумбусом. Большая часть Финикс-Сити находится в округе Расселл и включена в агломерацию Колумбуса, а остальная часть находится в округе Ли и, следовательно, включена в агломерацию Оберна (штат Алабама). Весь город является частью объединённой статистической области Колумбус—Оберн—Опелайка.
В 2007 году BusinessWeek назвал Финикс-Сити лучшим доступным пригородом страны для создания семьи. Здесь находится Общественный колледж долины Чаттахучи, государственный двухгодичный колледж со 100 % приемом. Общественный Университет Троя имеет кампус в Финикс-Сити.
По состоянию на 2022 год мэром является Эдди Н. Лоу, первый чернокожий мэр города, избранный общественностью. Городским менеджером, отвечающим за организационные вопросы, является Уоллес Хантер.

## История

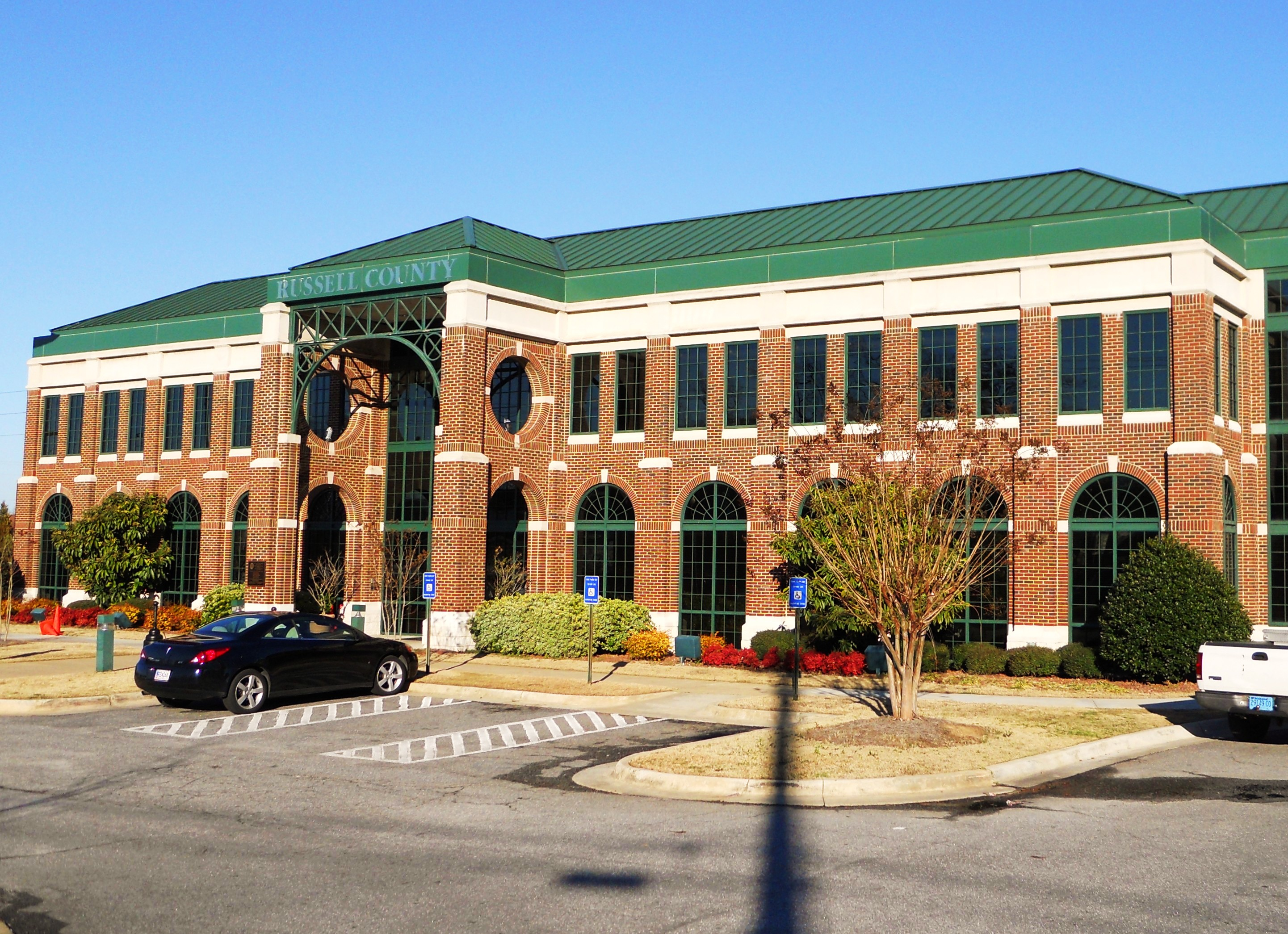
Здание суда округа Расселл в Финикс-Сити

Сегодняшний Финикс-Сити изначально начинался как два города, граничащие друг с другом с севера и юга. На юге находился Жирар (округ Расселл), а на севере город Браунвиль, который полностью находился в округе Ли. Поскольку в округе Таскалуса уже было поселение с названием Браунвиль, почтовая служба настаивало на названии Лайвли (Lively). Поскольку жители предпочитали название Браунвиль, в переписи населения США 1880 года он был указан как Браунвиль и Лайвли. Город был официально зарегистрирован законодательным органом штата 23 февраля 1883 года.
В течение следующего десятилетия название города было изменено на Финикс (или Финикс-Сити), хотя в некоторых случаях оно указывалось как Phoenix. Неясно, был ли город назван в честь Phenix Mills в соседнем Колумбусе или в честь легендарной птицы. На официальном сайте города изображен мифический Феникс. На городской печати также изображен Феникс, горящий в своём гнезде. Официальный сайт подтверждает неопределённость происхождения названия: «Хотя ни один точный источник не раскрывает, почему было выбрано это имя». В переписи населения США 1890 года он уже появился как Финикс-Сити и был официально зарегистрирован под этим названием 19 февраля 1897 года законодательным собранием штата.
9 августа 1923 года города Жирар округа Расселл и Финикс-Сити округа Ли официально объединились, сохранив название Финикс-Сити, несмотря на то что Жирар составлял большую часть нынешнего центра Финикс-Сити. Поскольку объединённый город по-прежнему оставался разделенным на два округа, в 1932 году часть округа Ли была включена в округ Расселл (также упоминается, что изменение границ было связано с перемещением населения, связанным с открытием и расширением Обернского университета). Округ Ли получил в качестве компенсации сельский сегмент в Марвине, который раньше находился в северо-западном углу округа Расселл.
В 1926 году Финикс-Сити стал вторым административным центром округа (резиденция с 1868 года находилась в сельской местности Сил). В 1934—1935 году Финикс-Сити стал единственным административным центром округа.
В 1940-х и 1950-х годах Финикс-Сити прославился вкак убежище для организованной преступности, проституции и азартных игр. Часть клиентов местных игорных заведений и борделей приезжали из учебного центра армии США в Форт-Беннинге (Джорджия). Боссами преступного синдиката в Финикс-Сити были Джимми Мэтьюз и Хойт Шеперд. Политик и адвокат из Финикс-Сити Альберт Паттерсон в 1954 году был избран генеральным прокурором Алабамы обещая реформировать город, но вскоре был застрелен возле своего офиса на 5-й авеню, к северу от 14-й улицы. Убийство Паттерсона в том же 1954 году заставило власти Алабамы разгромить криминальную политическую машину города Финикс-Сити. В результате город заработал негативную репутацию, став известен как «Город грехов США» (Sin City, USA), и многие люди до сих пор связывают это наследие с Финикс-Сити. Финикс-Сити был героем нашумевшего фильма «История в Феникс-сити», снятого в 1955 году. В книге Маргарет Энн Барнс The Tragedy and the Triumph of Phenix City, Alabama рассказывается об этих событиях, в результате которых небольшой городок.
В 1955 году город был награждён премией All-America City Award (с англ. — «Всеамериканский город») присуждаемой Национальной гражданской лигой, которую неофициально называют «Нобелевской премией за конструктивное гражданство» и которая выдается за активную гражданскую позицию жителей некорпоративных сообществ Соединённых Штатов в жизни местного самоуправления. 
Несмотря на то, что город был полностью присоединен к округу Расселл в 1932 году, рост города продолжался в том числе и на север обратно в округ Ли, где он впервые появился в записях переписи населения США 1980 года. По состоянию на 2010 год около 4200 жителей (из почти 33 000) проживают в округе Ли.

## География
Финикс-Сити самое восточное поселение в штате Алабама, как и весь штат город находится в Центральный часовой пояс, но он и некоторые близлежащие районы неофициально соблюдают восточное время, поскольку являются частью агломерации значительно более крупного города Колумбус (Джорджия), который находится в Восточном часовом поясе и расположен к востоку от Финикс-Сити через реку Чаттахучи.
Через Финикс-Сити проходят несколько основных автомагистралей, а именно US 80, US 280 и US 431. US 80 проходит через северную и западную части города, ведя на запад в Таскиги и на северо-восток в Колумбус (Джорджия). US 280 проходит через западную часть города с северо-запада на юго-восток, ведя на северо-запад до Опелайки и на юго-восток в Колумбус. US 431 проходит с севера на юг к западу от города, одновременно с US 280, по которой следует до Опелайки, а затем ведёт на юг к Юфоле.
По данным Бюро переписи населения США, общую площадь города — 24,8 кв. миль (64 км²), из которых 24,6 кв. миль (64 км²) приходится на сушу и 0,2 кв. мили (0,52 км²) (0,61%) — на водоёмы.

### Климат
Климат в Финикс-Сити характеризуется относительно высокими температурами и равномерным распределением осадков в течение года. Согласно системе классификации климата Кёппена, в Финикс-Сити влажный субтропический климат, который на климатических картах обозначается аббревиатурой Cfa.
| Показатель                    | Янв. | Фев. | Март | Апр. | Май  | Июнь | Июль | Авг. | Сен. | Окт. | Нояб. | Дек. | Год  |
| ----------------------------- | ---- | ---- | ---- | ---- | ---- | ---- | ---- | ---- | ---- | ---- | ----- | ---- | ---- |
| Средний суточный максимум, °C | 14,2 | 16,3 | 20,4 | 25,0 | 28,9 | 32,1 | 33,1 | 32,8 | 30,1 | 25,1 | 19,8  | 15,2 | 24,4 |
| Средний суточный минимум, °C  | 2,5  | 3,8  | 7,2  | 11,1 | 16,2 | 20,3 | 22,1 | 21,8 | 19,0 | 12,4 | 6,8   | 3,3  | 12,2 |
| Норма осадков, мм             | 110  | 100  | 140  | 100  | 97   | 99   | 130  | 100  | 84   | 58   | 91    | 110  | 1250 |
| Источник: Weatherbase         |      |      |      |      |      |      |      |      |      |      |       |      |      |

## Демография

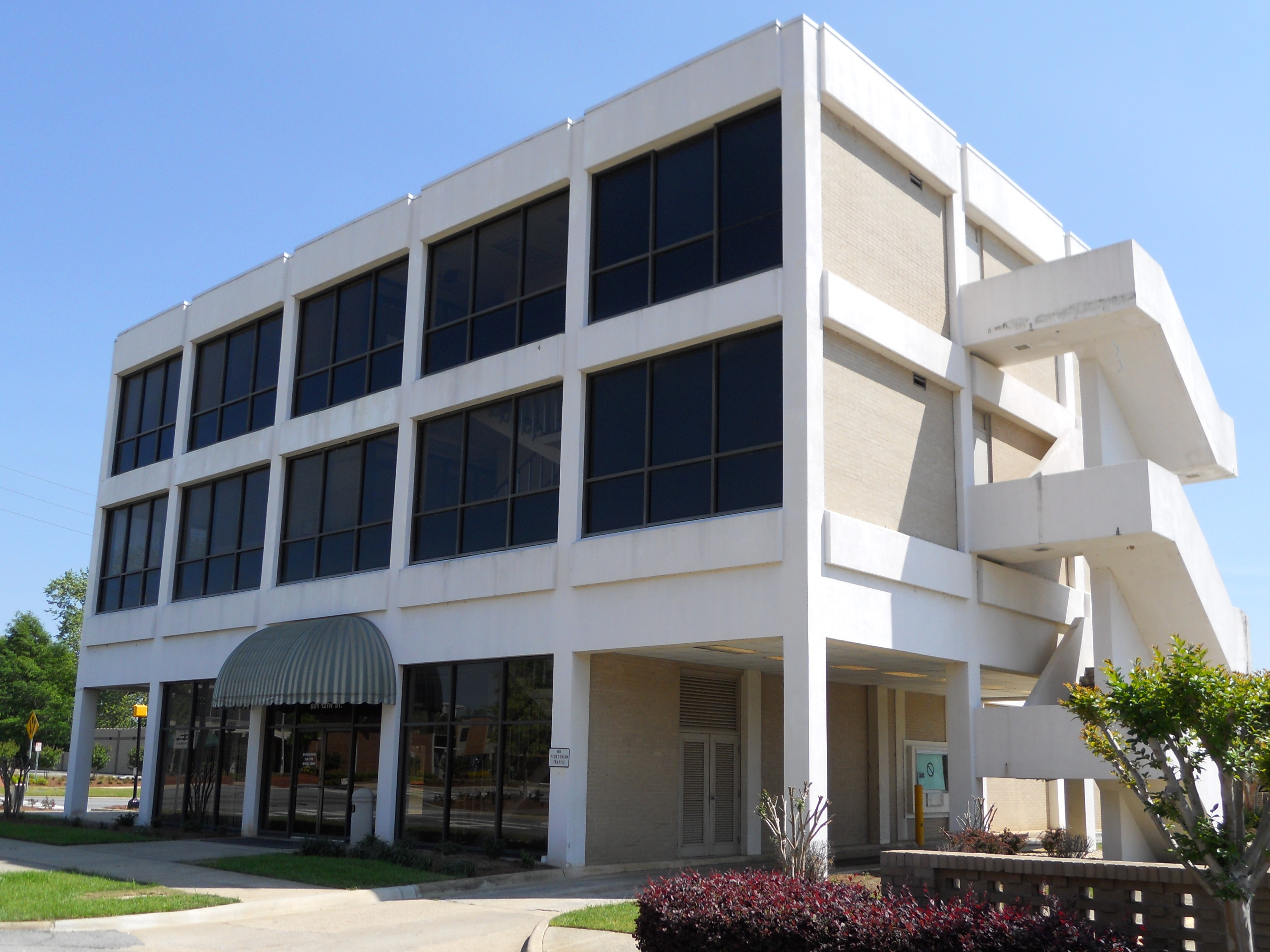
Муниципальное здание Финикс-Сити

### Перепись 2010
По данным переписи населения США 2010 года в городе насчитывалось 32 822 человека, 13 243 домохозяйства и 8 623 семьи. Плотность населения составляла 1334,2 человека на кв. милю (515,1 человека на км²). Было 15 198 единиц жилья со средней плотностью 617,8 на кв. милю (238,5 на км²). Расовый состав города: белые — 48,7 %, черные или афроамериканцы — 46,6 %, латиноамериканцы любой расы — 4,0 %, азиаты — 0,7 %, коренные американцы — 0,3 %, выходцы с островов Тихого океана на 0,2 %, представители других рас — 1,4 % и представители двух или более рас — 2,2 %.
В городе было 13 243 домохозяйства, из которых в 31,8 % проживали дети в возрасте до 18 лет, 36,4 % составляли супружеские пары, проживающие вместе, в 23,9 % проживала женщина без мужа, а 34,9 % не были семьями. 30,1 % всех домохозяйств состоят из отдельных лиц, а в 9,5 % проживают одинокие люди в возрасте 65 лет и старше. Средний размер домохозяйства составлял 2,44 человека, а средний размер семьи — 3,03 человека.
26,9 % населения города было в возрасте до 18 лет, 10,4 % от 18 до 24 лет, 27,9 % от 25 до 44 лет, 23,0 % от 45 до 64 лет и 11,8 % в возрасте 65 лет или старше. Средний возраст составил 33,1 года. На каждые 100 женщин приходилось 87,7 мужчин. На каждые 100 женщин в возрасте 18 лет и старше приходилось 86,0 мужчин.
Средний доход домохозяйства в городе составлял 33 120 долларов, а средний доход семьи — 39 417 долларов. Средний доход мужчин составлял 36 827 долларов по сравнению с 27 001 долларом у женщин. Доход на душу населения в городе составлял 18 883 доллара. Около 20,3 % семей и 23,9 % населения находились за чертой бедности, в том числе 39,7 % лиц моложе 18 лет и 13,1 % лиц в возрасте 65 лет и старше.

### Перепись 2020
По данным переписи населения США 2020 года в Финикс-Сити насчитывалось 38 816 человек, 14 716 домохозяйств и 9 170 семей.
| Раса                             | Числ.  | %      |
| -------------------------------- | ------ | ------ |
| Афроамериканцы                   | 18 795 | 48,42  |
| Белые                            | 15 525 | 40,0 % |
| Латиноамериканцы                 | 2 311  | 5,95 % |
| Азиаты                           | 366    | 0,94 % |
| коренные американцы              | 100    | 0,26 % |
| Выходцы с островов Тихого океана | 61     | 0,16 % |
| Другие/Метисы                    | 1 658  | 4,27 % |

### Религия
Финикс-Сити является домом для многих христианских церквей. Среди них:
- Протестантизм
  - Баптизм
    - Южная баптистская конвенция

  - Объединённая методистская церковь и другие методистские деноминации
  - Адвентисты седьмого дня[30]
- Католицизм
- Церковь Иисуса Христа Святых последних дней

## Медиа
В Финикс-Сити лицензированы три радиостанции: WHTY (1460 AM; афроамериканская, филиал Black Information Network), WURY-LP (97,1 FM; адвентистская, владелец — Three Angels Broadcasting Network) и WGSY (100,1 FM; музыкальная, владелец — iHeartMedia).

## Города-побратимы
Ниже приведён список городов-побратимов Финикс-Сити по данным на март 2019 года:
- Коломье, Франция.
- Каменец, Прага-восток, Чехия.
- Вестерос, Швеция.

## В популярной культуре
- Персонаж «Лапочка» (Maggot) из романа Эрвина Натансона The Dirty Dozen был из Финикс-Сити.
- Фильм 1955 года «История в Феникс-сити» режиссёра Фила Карлсона представляет собой биографический фильм-нуар, посвященный безудержной преступности и коррупции в городе (тогда называвшемся «самым злым городом в Соединённых Штатах») и убийству в 1954 году недавно избранного Генеральным прокурором Алабамы Альберта Паттерсона, политика и адвоката из Финикс-Сити, который обещал покончить с преступностью в городе.
- Ска-саксофонист Роланд Альфонсо из майской группы The Skatalites был хит 1960-х под названием Phenix City.
- Город привлёк к себе внимание в 1999 году, когда команда Финикс-Сити вышла в финал Мировой серии Детской бейсбольной лиги.
- Город упоминается в фильме 1989 года «Шофёр мисс Дэйзи».
- Город упоминается в 12-й главе романа Томаса Харриса «Молчание ягнят».
- Город упоминается как бывший центра бутлегерства персонажем, которого играет Роберт Митчем в криминальной драме 1958 года «Дорога грома».
- Действие романа Эйса Аткинса Wicked City (2008 год) происходит в Финикс-Сити.
- Город упоминается в песне Georgia Time автора-исполнителя Райли Грина.
- Комик Дейв Энтони в 466-м выпуске подкаста The Dollop исследует историю города.

## Известные люди
- Харви Эдвард Гланс (род. в 1957) — спринтер, победитель Кубка мира, чемпион и призёр Панамериканских игр, чемпион мира, чемпион летних Олимпийских игр 1976 года в Монреале, рекордсмен мира.
- Фредди Харт  (1926—2018; настоящие имя и фамилия — Фредерик Сегрест) — кантри-музыкант и автор-исполнитель, чьё детство прошло в Финикс-Сити.
- Эдди Лоу[англ.] (род. в 1960) — бывший оффенсив гард, игравший в американский футбол за Алабамский университет и в Канадской футбольной лиге за «Саскачеван Рафрайдерс». Карьеру футболиста начал играя за команду Сентрал Хай Скул (Финикс-Сити). Закончив со спортом вернулся в Финикс-Сити и стал первым в истории города темнокожим мэром.
- Джо Мериуэзер (1953—2013) — баскетболист, бронзовый призёр Чемпионат мира по баскетболу 1974 года в Пуэрто-Рико и чемпион Панамериканских игр 1975 года в Мехико, провёл 10 сезонов в НБА.
- Джон Малкольм Паттерсон (1921—2021) — политик, 44-й губернатор Алабамы (1959—1963), Генеральный прокурор Алабамы (1955—1959), сын Альберта Паттерсона, адвоката и политика из Финикс-Сити, убитого вскоре после избрания Генеральным прокурором Алабамы.

## Галерея

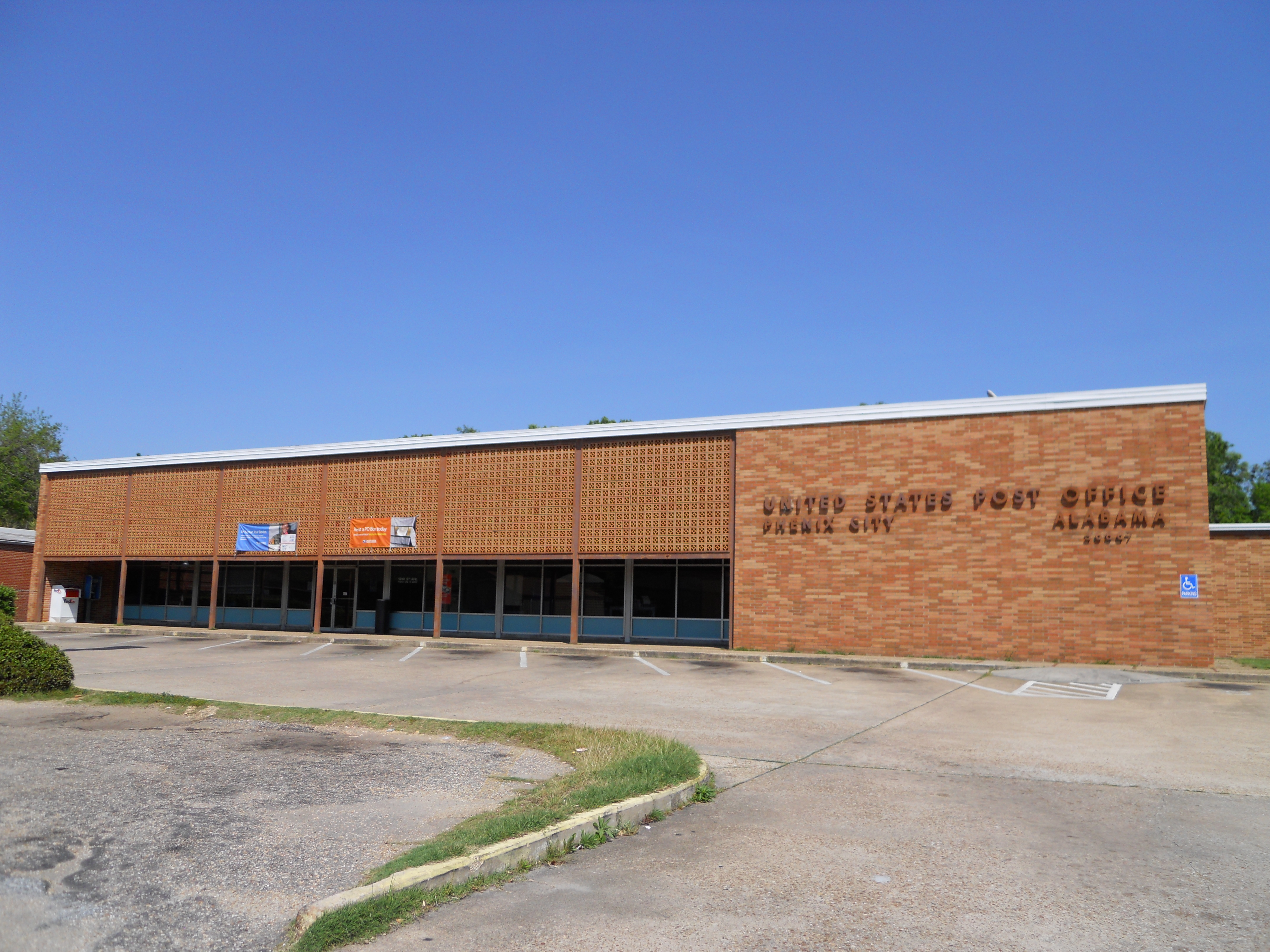
Почтовое отделение города Финикс (ZIP-код: 36867)
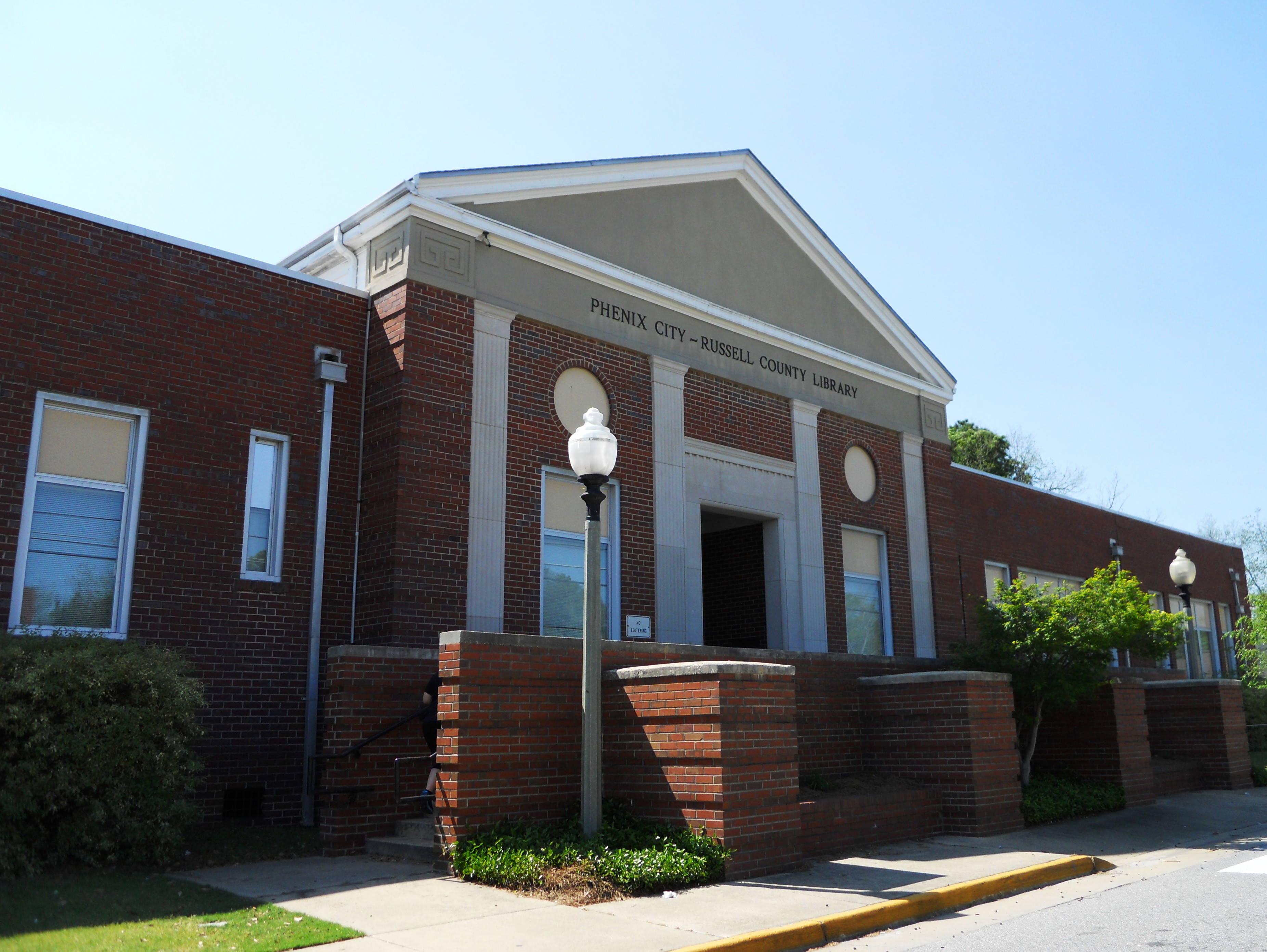
Библиотека Финикс-Сити и округа Расселл
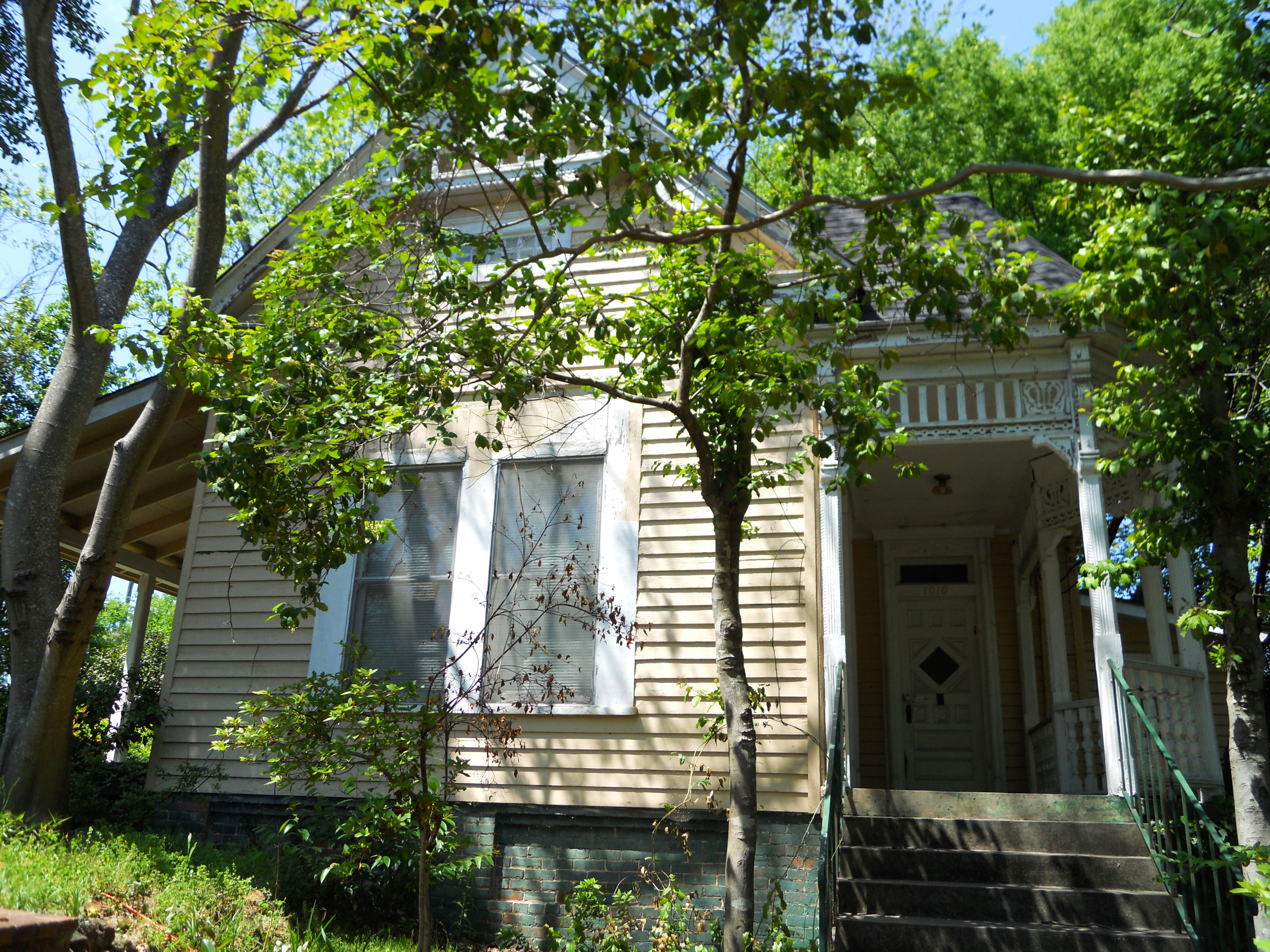
Дом Брукса-Хьюза (внесён в Реестр исторических мест в 1983 году).
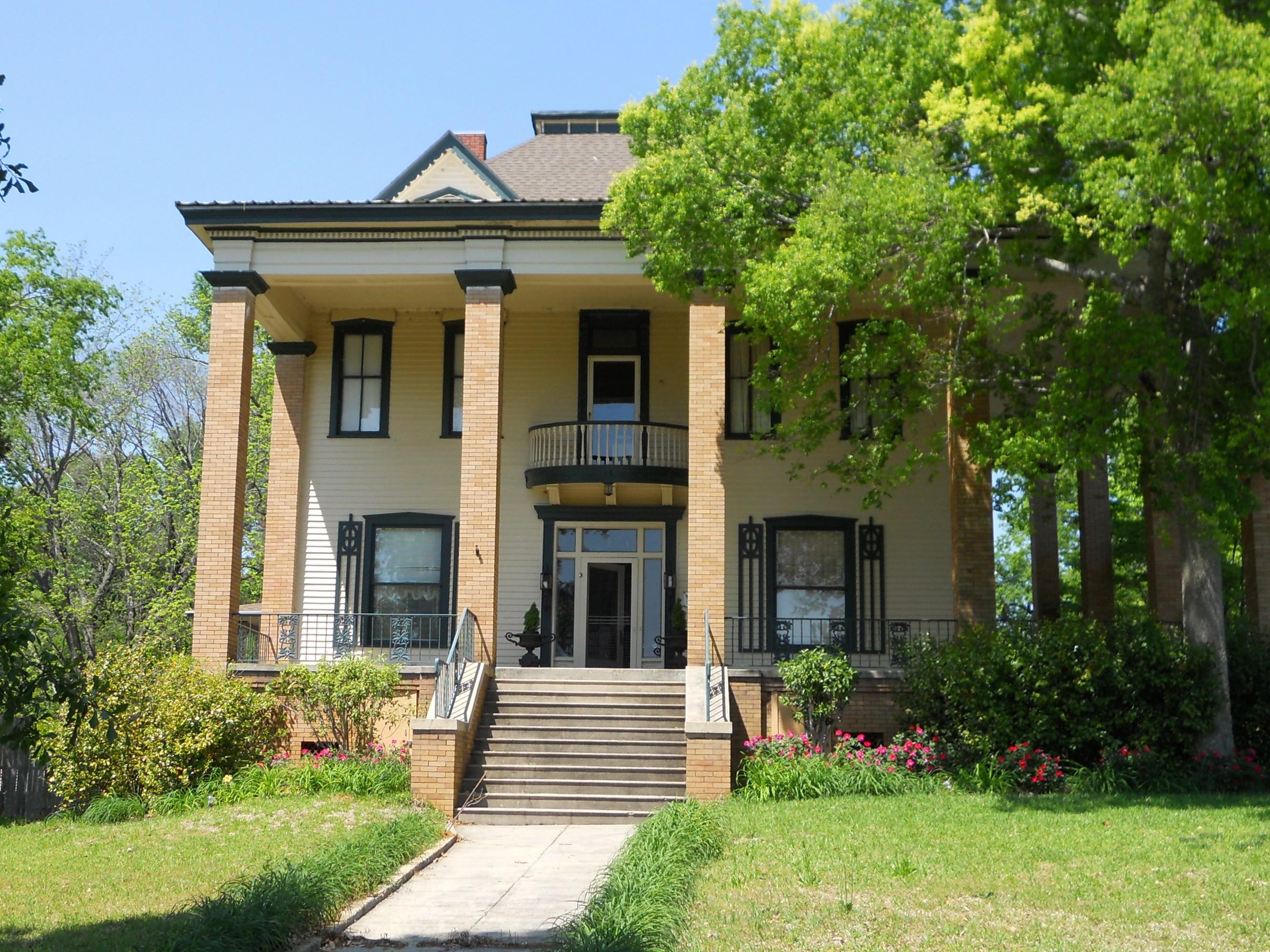
Дом Флойда-Ньюсома (внесён в Реестр исторических мест в 1983 году).
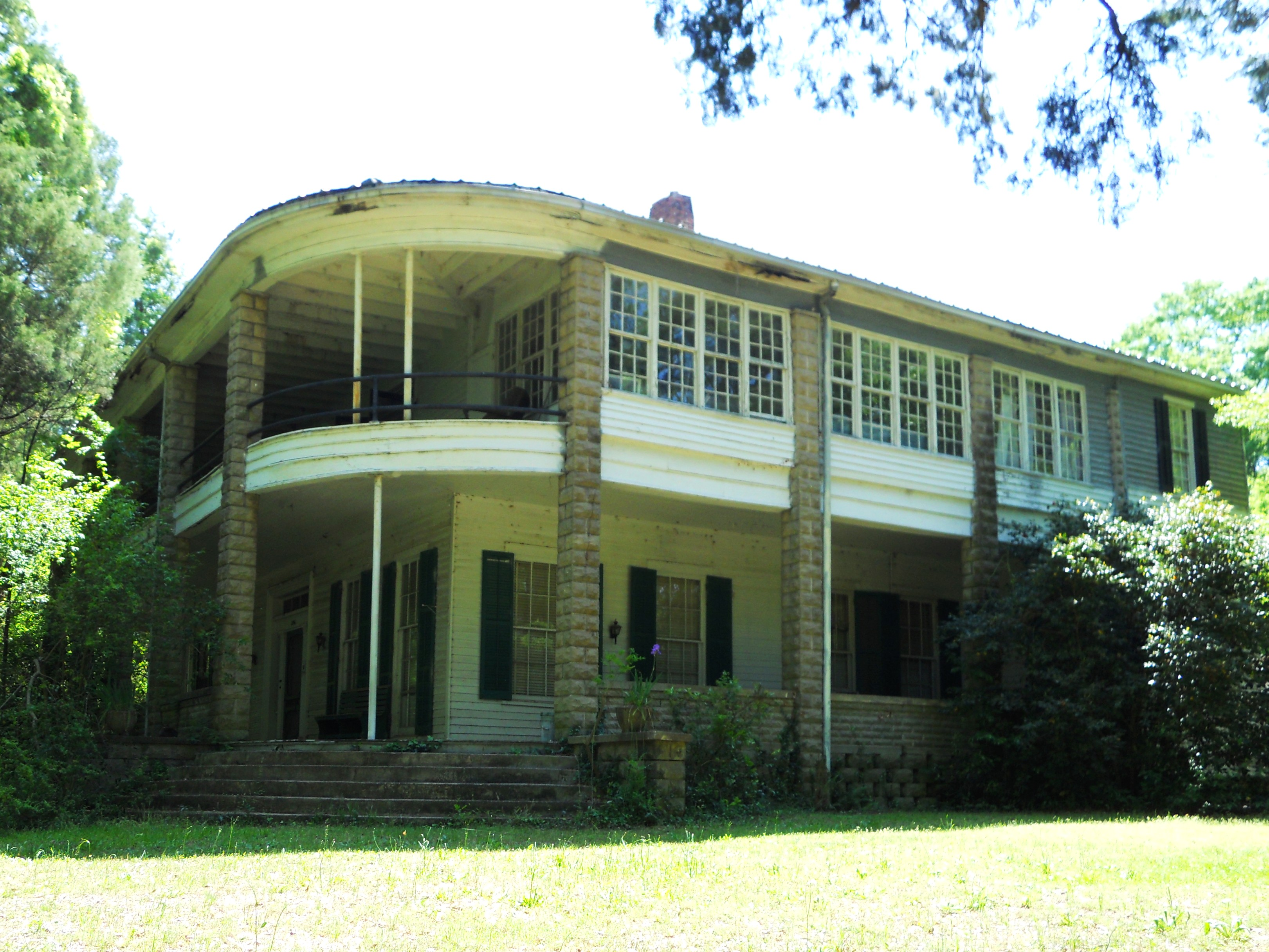
Дом Моргана-Кертиса (внесён в Реестр исторических мест в 1983 году).
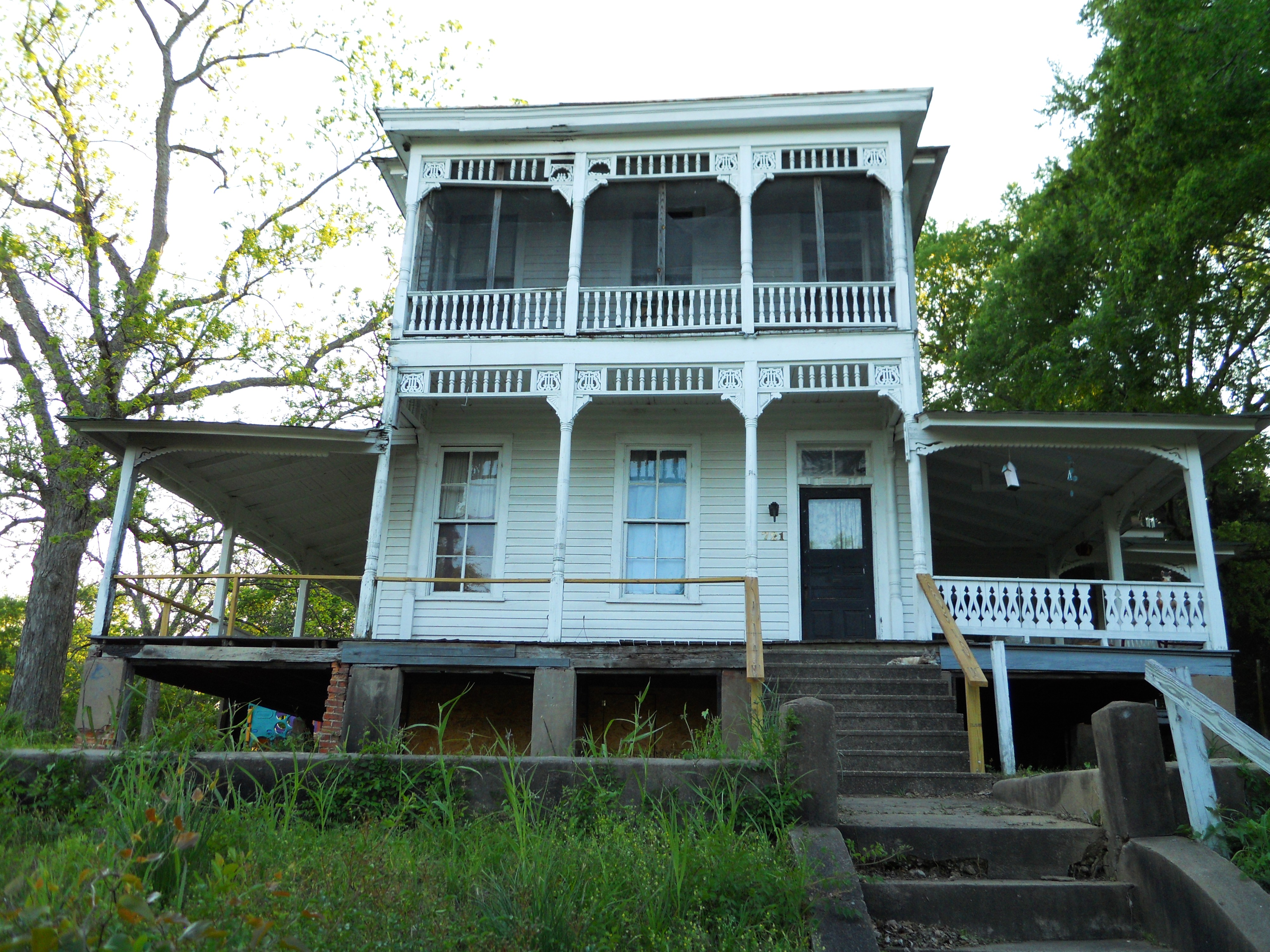
Дом Шейп-Монте (внесён в Реестр исторических мест в 1983 году).

### Комментарии
1. ↑  Жирар известен тем, что рядом с ним 16 апреля 1865 года произошла битва при Колумбусе[англ.], которую некоторые авторы считают последним сражением Гражданской войны в США[11].